# Hemiarthrus synalphei
Hemiarthrus synalphei là một loài chân đều trong họ Bopyridae. Loài này được Pearse miêu tả khoa học năm 1950.